# خداحافظ تگزاس
خداحافظ تگزاس (ایتالیایی: Texas, addio) یک فیلم وسترن اسپاگتی محصول سال ۱۹۶۶ به کارگردانی فردیناندو بالدی و بازی فرانکو نرو است. غالباً در ارتباط با جانگو، با بازی نرو، اشاره شده‌است، و اگرچه در برخی از کشورها به عنوان جانگو ۲ شناخته می شد، اما دنباله آن محسوب نمی‌شود. این فیلم بیشتر به عنوان وسترن اسپاگتی کمتر شناخته شده به یاد می‌آید.

## هنرپیشگان
- فرانکو نرو در نقش کلانتر برت سالیوان
- آلبرتو دلاکوا (در نقش کول کیتوش) در نقش جیم سالیوان
- خوزه سوارز (در نقش خوزه سوارز) در نقش سیسکو دلگادو
- الیسا مونتس (در نقش الیزا مونتس) در نقش رقص مولاتا
- خوزه گواردیولا در نقش مک لئود
- لیویو لورنتسون در نقش آلکالد میگل، شهردار
- هوگو بلانکو در نقش پدرو
- لوئیجی پیستیلی در نقش هرناندز، وکیل
- آنتونلا مورجا در نقش مادر برت در فلش بک
- جینو پیرینس به عنوان کارمند بانک
- جیووانی ایوان اسکاتوگلیا (در نقش ایوان اسکاتوگلیا) در نقش دیک، برت  معاون
- سیلوانا باچی در نقش پاکیتا، گارسون
- رمو د آنجلیس در نقش خوان، دلگادو هنچمن
- ماریو نوولی در نقش شکارچی بونتی
- انریکو چیاپافردو در نقش قانون‌شکن (سیاه‌لشکر)
- لوچو د سانتیس در نقش مک لئود هنچمن (سیاه‌لشکر)

## تولید
خداحافظ تگزاس، مانند بسیاری از وسترن‌های اسپاگتی، در استان آلمریا در اسپانیا فیلمبرداری شده بود. فرانکو نرو، در نظرات خود بر روی دی‌وی‌دی انکر بی ایترتیمنت، اشاره می‌کند که فیلمبرداری خداحافظ، تگزاس در فاصله ای نه چندان دور از جایی که سرجیو لئونه در حال فیلمبرداری فیلم‌های خوب، بد و زشت بود، انجام شد. نرو و کلینت ایستوود بین فیلمبرداری‌ها وقت گذاشتند و به معاشرت پرداختند

## اکران
خداحافظ تگزاس در اوت ۱۹۶۶ اکران شد.